# Néant-sur-Yvel
Pour les articles homonymes, voir Néant et Yvel.
Néant-sur-Yvel [neɑ̃ syʁ ivɛl] est une commune française, située dans le département du Morbihan en région Bretagne. Ses habitants sont appelés les Néantais.

## Géographie

### Situation
| Guilliers | Mauron         |                            |
|           | Néant-sur-Yvel | Paimpont (Ille-et-Vilaine) |
| Loyat     |                | Tréhorenteuc               |

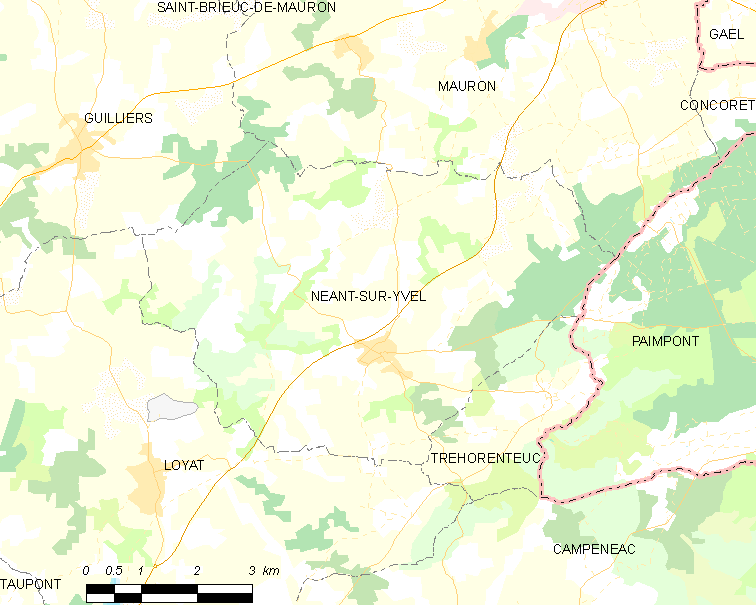
Carte de Néant-sur-Yvel et des communes avoisinantes.

Néant-sur-Yvel se trouve dans la région de la forêt de Paimpont, à l'ouest de Rennes, mais dans la partie nord-est du département du Morbihan et est limitrophe du département d'Ille-et-Vilaine.

### Relief et hydrographie
Le relief de la commune est assez accidenté : les points les plus élevés se trouvent à sa limite est, en forêt de Paimpont, au niveau de la "Butte aux Tombes" et du tumukus du "Jardin aux moines (entre 145 et 150 m d'altitude), les points les plus bas étant dans la vallée de l'Yvel (49 m d'altitude à son entrée dans la commune, 37 mètres à sa sortie) qui traverse la commune du nord au sud. Les altitudes remontent quelque peu dans l'extrême-ouest du finage communal, atteignant 107 mètres dans le hameau de Quelneuc, situé à sa limite ouest, à cheval sur la commune voisine de Loyat. Le bourg est vers 65 mètres d'altitude.

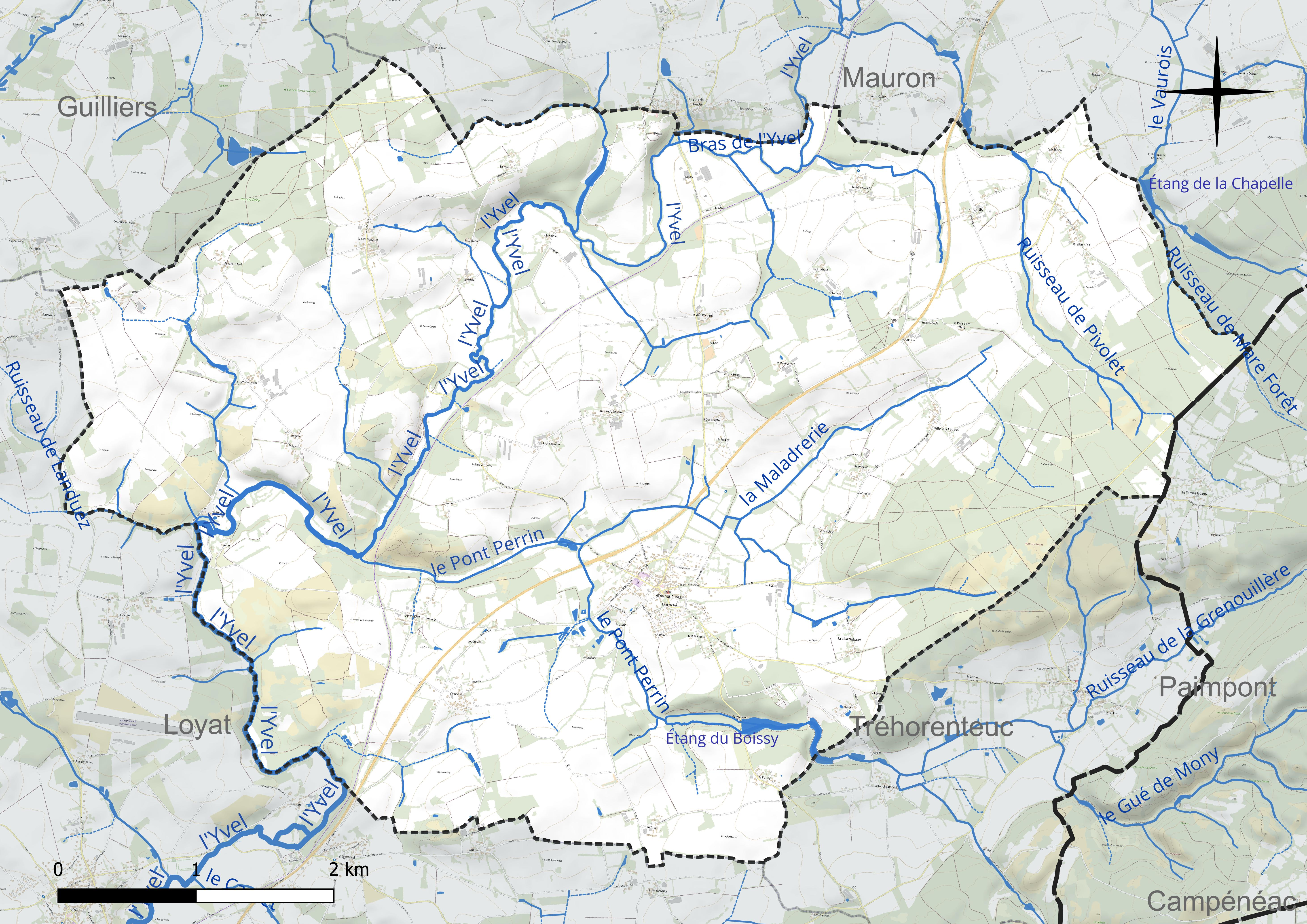
Carte du réseau hydrographique de Néant-sur-Yvel.

L'Yvel, affluent du Ninian et sous-affluent de la Vilaine est le cours d'eau principal ; cette rivière est côté amont, à son entrée dans la commune, limitrophe de Mauron et passe par le hameau du Bois de la Roche ; sa partie médiane traverse le centre-ouest du territoire communal, mais avec un cours assez sinueux, formant de nombreux méandres : sa partie aval sépare Néant-sur-Yvel de Loyat ; ses eaux alimentaient plusieurs moulins à eau (moulin du Bois de la Roche et moulin de Trémel notamment). Plusieurs affluents de rive gauche de l'Yvel traversent la commune, les principaux étant, d'amont en aval, le Ruisseau de Pivolet (qui conflue avec l'Yvel en dehors de la commune, au nord du hameau de Saint-Guisnel situé en Mauron), le Ruisseau de la Maladrerie (qui coule entièrement en Néant et passe au nord du bourg) et son propre affluent le Ruisseau du Pont Perrin, dont les eaux alimentent deux étangs: Telohan et Boissy. Un affluent de rive gauche, le Ruisseau de Landuez, sert aussi dans sa partie aval de limite communale avec Loyat et conflue avec l'Yvel à hauteur du hameau de Trémel.

### Cadre géologique

Carte géologique du Massif armoricain.

La région de Néant-sur-Yvel est localisée dans le domaine centre armoricain, dans la partie médiane du Massif armoricain qui est un socle ouest-européen de faible altitude (maximum 400 m), caractérisé par des surfaces d'aplanissement et qui résulte d'une histoire complexe composée de trois orogenèses : icartienne (Paléoprotérozoïque,ca. 2,2-1,8 Ga), cadomienne (Édiacarien 750-540 Ma) et surtout varisque (ou hercynienne, au Dévonien-Carbonifère, 420-300 Ma). La structure du Massif armoricain résulte de la superposition de l'héritage de ces deux derniers orogènes.
Néant est situé dans un vaste bassin sédimentaire constitué de sédiments détritiques essentiellement silto-gréseux issus de l'érosion de la chaîne cadomienne et accumulés sur plus de 15 000 m d'épaisseur, sur lesquels repose en discordance des formations paléozoïques sédimentaires. La commune a donné son nom d'une formation géologique, les roches briovériennes à faciès « Dalles de Néant » qui se présentent sous forme d'alternances de bancs millimétriques d'argilites grises homogènes présentant un débit caractéristique en « baïonnette » ou « prismatique » dû au plan de schistosité, avec des bancs de siltites fines rubanées et des bancs de grès moyens à grossiers, souvent chenalisants et plurimétriques. Les lamines visibles « évoquent des dépôts sédimentaires « rythmiques » analogues aux dépôts de turbidite, tels qu’on les voit aujourd’hui, en milieu marin, généralement au-delà du plateau continental, en aval de débouchés de fleuves à fort débit, remaniant des alluvions ».
La carrière du Quengo, située sur la rive droite de l'Yvel, extrait du grès armoricain et est exploitée par la société "Carrières de Saint-Lubin" : elle s'étend sur 12 ha, a une autorisation d'exploitation valable pour la période 2012-2042.

### Hydrographie
Pour un article plus général, voir Réseau hydrographique du Morbihan.
La commune est située dans le bassin Loire-Bretagne. Elle est drainée par l'Yvel, le Pont Perrin, le ruisseau de Pivolet, la Maladrerie, le Mare Forêt, le ruisseau de landuez et divers autres petits cours d'eau,.
L'Yvel, d'une longueur de 58 km, prend sa source dans la commune de Saint-Vran et se jette  dans le Ninian à Taupont, après avoir traversé douze communes. 

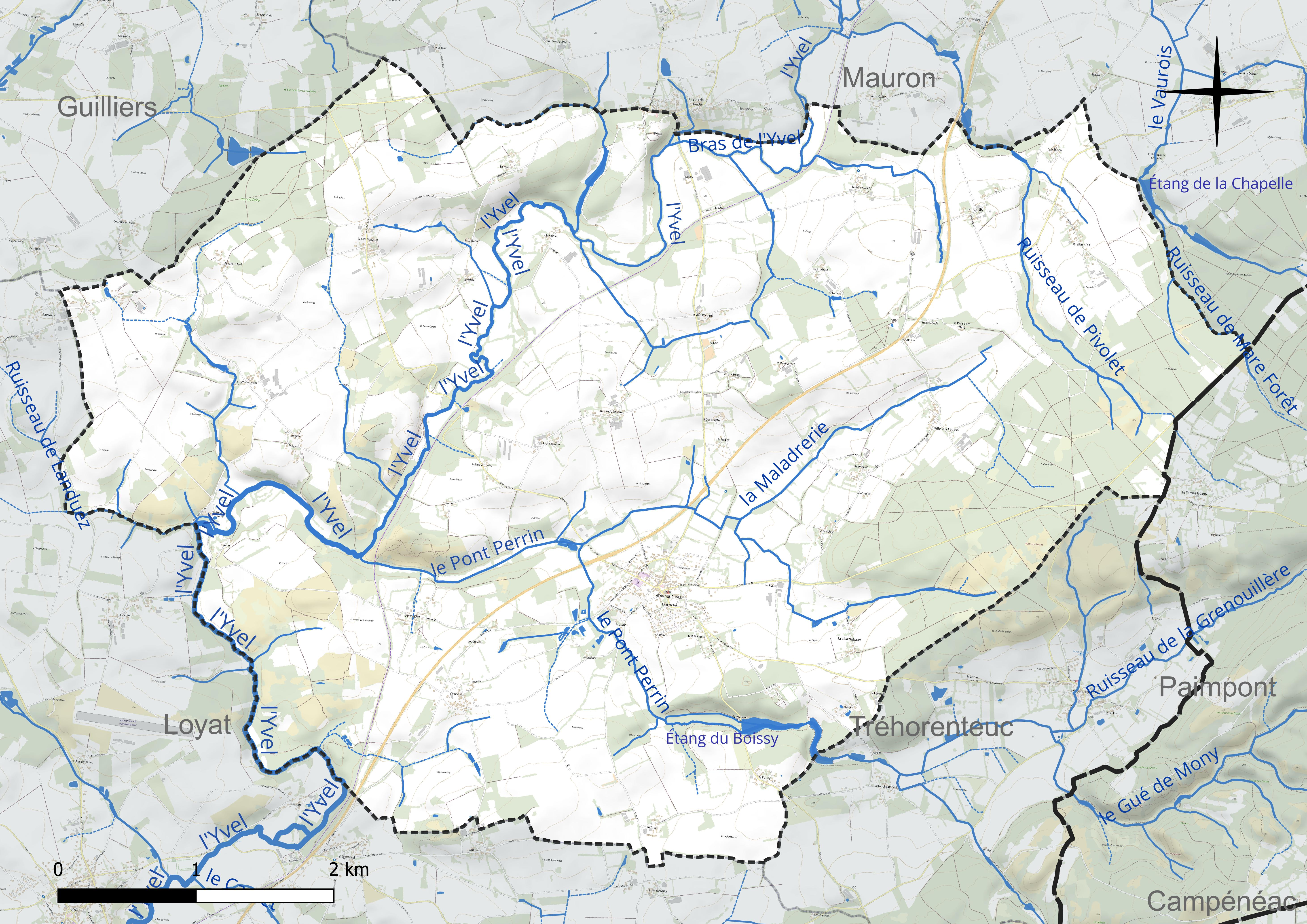
Réseau hydrographique de Néant-sur-Yvel.

Un plan d'eau complète le réseau hydrographique : l'étang du Boissy (3,05 ha),.

### Climat
Pour des articles plus généraux, voir Climat de la Bretagne et Climat du Morbihan.
En 2010, le climat de la commune est de type climat océanique franc, selon une étude du CNRS s'appuyant sur une série de données couvrant la période 1971-2000. En 2020, Météo-France publie une typologie des climats de la France métropolitaine dans laquelle la commune est exposée à un climat océanique et est dans la région climatique  Bretagne orientale et méridionale, Pays nantais, Vendée, caractérisée par une faible pluviométrie en été et une bonne insolation. Parallèlement l'observatoire de l'environnement en Bretagne publie en 2020 un zonage climatique de la région Bretagne, s'appuyant sur des données de Météo-France de 2009. La commune est, selon ce zonage, dans la zone « Intérieur Est », avec des hivers frais, des étés chauds et des pluies modérées.
Pour la période 1971-2000, la température annuelle moyenne est de 11,4 °C, avec une amplitude thermique annuelle de 12,6 °C. Le cumul annuel moyen de précipitations est de 808 mm, avec 12,8 jours de précipitations en janvier et 6,4 jours en juillet. Pour la période 1991-2020, la température moyenne annuelle observée sur la station météorologique la plus proche, située sur la commune de Ploërmel à 10 km à vol d'oiseau, est de 12,0 °C et le cumul annuel moyen de précipitations est de 767,2 mm,. Pour l'avenir, les paramètres climatiques de la commune estimés pour 2050 selon différents scénarios d'émission de gaz à effet de serre sont consultables sur un site dédié publié par Météo-France en novembre 2022.

### Transports
La commune de Néant-sur-Yvel est traversée par la D 766 (ancienne Route nationale 166 déclassée) qui passe au nord-ouest du bourg, vient de Ploërmel et se dirige Vers Mauron. Le bourg est desservi principalement par la D 134 qui, côté sud, vient de Campénéac et, côté nord, traverse le hameau du Bois de la Roche, puis se dirige vers Saint-Brieuc-de-Mauron et par la D 154 qui vient, côté est, de Tréhorenteuc et se dirige, côté ouest, vers Guilliers.
L'ancienne ligne ferroviaire allant de Ploërmel à La Brohinière a été reconvertie en voie verte et traverse la partie nord-ouest du territoire communal en empruntant la vallée de l'Yvel.

### Paysages et habitat
Le paysage agraire traditionnel est, dans les parties cultivées, le bocage, avec un habitat dispersé en de nombreux écarts formés de hameaux ("villages") et fermes isolées. Les principaux hameaux sont le Bois de la Roche (en grande partie en Mauron), Kernéant, Quelneuc (en partie en Loyat), Kermagaro, l'Hôpital, le Boissy, la Ville aux Feuves et le Bois Bily. Mais landes et surtout bois et forêts prédominent : la partie ouest de la forêt de Paimpont couvre la partie orientale du territoire communal et de nombreux bois parsèment le reste de la commune.
Éloignée des grands centres urbains, la commune a conservé son caractère rural, échappant à la rurbanisation. Toutefois, depuis le minimum démographique atteint en 1982 (835 habitants contre 1 715 habitants en 1851), le bourg a vu sa taille grossir avec la création de lotissements à sa périphérie, grâce à la relative proximité de la ville de Ploërmel, ce qui a permis à la commune de connaître un renouveau démographique (1 094 habitants en 2021).

## Urbanisme

### Typologie
Au 1er janvier 2024, Néant-sur-Yvel est catégorisée commune rurale à habitat dispersé, selon la nouvelle grille communale de densité à sept niveaux définie par l'Insee en 2022.
Elle est située hors unité urbaine. Par ailleurs la commune fait partie de l'aire d'attraction de Ploërmel, dont elle est une commune de la couronne,. Cette aire, qui regroupe 19 communes, est catégorisée dans les aires de moins de 50 000 habitants,.

### Occupation des sols
L'occupation des sols de la commune, telle qu'elle ressort de la base de données européenne d’occupation biophysique des sols Corine Land Cover (CLC), est marquée par l'importance des territoires agricoles (70 % en 2018), une proportion sensiblement équivalente à celle de 1990 (69,8 %). La répartition détaillée en 2018 est la suivante : 
terres arables (44,6 %), forêts (21,2 %), zones agricoles hétérogènes (20,6 %), milieux à végétation arbustive et/ou herbacée (7,5 %), prairies (4,8 %), zones urbanisées (1,3 %). L'évolution de l’occupation des sols de la commune et de ses infrastructures peut être observée sur les différentes représentations cartographiques du territoire : la carte de Cassini (XVIIIe siècle), la carte d'état-major (1820-1866) et les cartes ou photos aériennes de l'IGN pour la période actuelle (1950 à aujourd'hui).

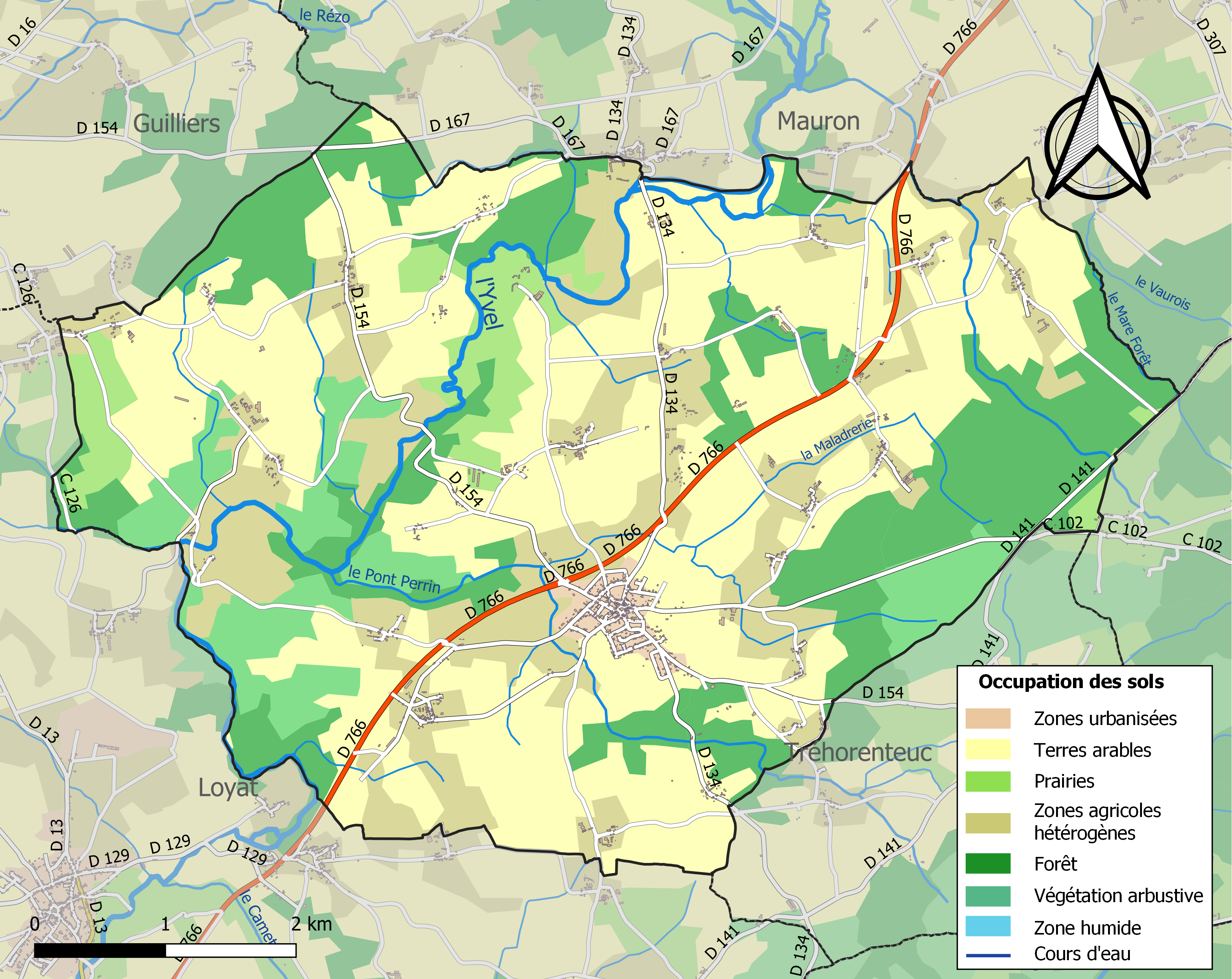
Carte des infrastructures et de l'occupation des sols de la commune en 2018 (CLC).

## Toponymie
Le nom de la commune est attesté sous la forme Neant (sans accent) en 1330 puis en 1426.
À l'origine, la commune ne portait que le nom de Néant. Sans considération des formes médiévales, on y a vu (phonétiquement) le breton Neñv signifiant « Les Cieux » ou « Le Paradis ». Selon l'abbé Gillard « il y a plusieurs siècles qu'on a donné un "t" à Néan.
(..) C'est une erreur de l'écrire avec un "t" car Néan est un mot breton qui signifie "le ciel".
En fait, on peut poser un anthroponyme vieux-breton *Neizan, dont l'évolution normale est /néan/, identique au Neizan vannetais (par ailleurs ancien dieu puis personnage de contes associé aux rivières, initialement de *Neptono-, qui peut se retrouver dans le nom de Nizon[réf. à confirmer]. 
C'est à force de voir le courrier détruit par une mauvaise interprétation du nom, qu'en 1947 un arrêté officiel ajouta le déterminant « sur-Yvel », mais les Allemands pendant l'Occupation avaient déjà fait ce choix pour mieux se repérer.
Le nom de la localité en gallo est Nyan.
Un hameau de Néant s'appelle "L'Hôpital", ce qui laisse supposer l'existence d'un hospice pour les pèlerins à cet endroit, sa datation restant indéterminée. Un lieu-dit, et c'est aussi le nom d'un petit ruisseau, se nomme "La Maladrerie" ; la fontaine située à la source de celui-ci (à l'est de l'embranchement de la route D 134 avec la D 766) était jadis consacrée à saint Guillaume et était une fontaine réservée aux lépreux. Un autre hameau dénommé "Les Corvées" était habité au XVIIIe siècle par des cantonniers chargés de l'entretien de la route royale de Ploërmel à Mauron.

## Histoire

### Préhistoire et Antiquité
L'abbé Pierre Marot a évoqué en 1835 la présence de nombreux mégalithes à Néant, écrivant par exemple : « La lande du Cerisier est couverte de monuments. J’ai examiné près du Perthuis-Neanti une élévation de 2 pieds sur une longueur de 30 ou 40 et 10 de large, terminée en ovale avec des cercles de pierres de deux pieds de haut qui suivent la même forme. Aux environs j’ai vu plusieurs tumulus en terre et sur l’un un reste de pierre fiche ».
L’ensemble des « Buttes aux Tombes » est la plus forte concentration de sites néolithiques du massif forestier de Paimpont. Il est constitué d'un ensemble de tumulus, de cairns et de blocs de poudingues quartzeux, situé dans une lande à cheval sur les communes de Tréhorenteuc et de Néant-sur-Yvel.
La "Butte Ronde" est un cairn constitué d'une grande butte circulaire de 20 m de diamètre environ et de 4 m de haut, composée uniquement de pierres, située en pleine lande et d'accès difficile, décrite pour la première fois en 1955 par l'abbé Gillard.
Néant a probablement été le lieu d'un ancien sanctuaire druidique, situé au "Jardin aux Moines". Sa première description est due au chanoine Mahé en 1825, qui évoque une « sorte de plate-bande, haute d’environ 2 pieds, et nous y comptâmes 12 pierres ». Cet ensemble aurait été détruit vers 1920
L'abbé Jacques Le Claire exhuma en 1928, avec son équipe, des vestiges gallo-romains (les fondations d’une structure avec chambre à hypocauste) au nord du village de « La Ville-aux-Feuves ».

### Moyen Âge
Néant et Mauron auraient fait partie de la même paroisse originelle qui aurait aussi englobé Saint-Brieuc-de-Mauron et une partie de Guilliers et dont le centre initial se serait trouvé à Kernéant (actuellement un hameau de Néant-sur-Yvel).
Selon Jean-Baptiste Ogée en 1420 « la maison du Boissic appartenait à Raoul du Bois-Jacu ; la Touche, à Guillaume l'Écuyer ; la Saudraye, à Jean le Prévost ; la Roche, à Olivier de la Regneraye ; le Frêne-Daniel, à Olivier Jolivet ; le Bochet, à Michel des Prés ».
La seigneurie du Bois de la Roche étendait sa juridiction sur les paroisses de Néant, Campénéac, Guilliers, Mauron, Saint-Brieuc-de-Mauron et Tréhorenteuc, dont les châtelains du Bois de la Roche étaient fondateurs et prééminenciers. Elle avait droit de haute justice, avec auditoire, prisons, cep et collier, fourches patibulaires à 4 piliers, four à ban et halles, de quintaine ou de soule, qui se couraient chaque année dans la grande cour du château et aux bourgs de Néant, de Saint-Brieuc-de-Mauron et de Tréhorenteuc. Elle disposait du droit d'enfeu dans l'église de Néant et possédait les moulins à eau du Bois de la Roche et de Trémel et, à vent, celui de Néret, ainsi que 4 métairies et 600 hectares de terres.
Robert de Montauban suivit Jeanne d'Arc, participant notamment à la défense de la ville lors du siège d'Orléans en 1429, avant de se retirer dans son château à Saint-Guisnel; il mourut en 1448 et fut inhumé dans le chœur de l'église de Néant.
Châtellenie d'ancienneté, la seigneurie du Bois-de-la-Roche faisait partie du comté de Porhoët ; elle fut érigée en bannière  en 1451, en faveur de Guillaume de Montauban, en vicomté en 1517 en faveur de Philippe de Montauban et en comté en 1607, en faveur d'Henri de Volvire. Les comtes du Bois de la Roche tenaient une garnison de 50 soldats.
Pierre II de Bretagne, dans son testament, fit dire des messes dans l'église de Néant à la mémoire de Pierre Salmon, l'un des complices d'Olivier de Méel, meurtrier de  Gilles de Bretagne, qu'il avait pourtant fait exécuter à Vannes le 8 juin 1451.

### Temps modernes
Le château du Bois-de-la-Roche s'élevait primitivement auprès du village actuel de Saint-Guisnel ; il fut reconstruit à la fin du XVe siècle par Philippe de Montauban, à 1 km à l'ouest du vieux château (situé en fond de vallée, ses douves étaient ennoyées par les eaux de l'Yvel, qui passaient sous le pont-levis), dont les ruines existaient encore en 1681). Le nouveau château dressait, sur une colline dominant l'Yvel, sa masse imposante, flanqué de neuf tours à créneaux et à machicoulis et entouré de murailles et de douves profondes.
L'église paroissiale porte sur poutres apparentes les armes des Montauban ; elle est donc antérieure à 1535, date à laquelle le nom de cette famille s'est éteint dans la paroisse.
En 1592 le château du Bois de la Roche fut pris par les Ligueurs, commandés par les barons de Lannion et de Camors, et resta entre leurs mains jusqu'en 1598 : ses archives furent détruites et ses bois pillés.

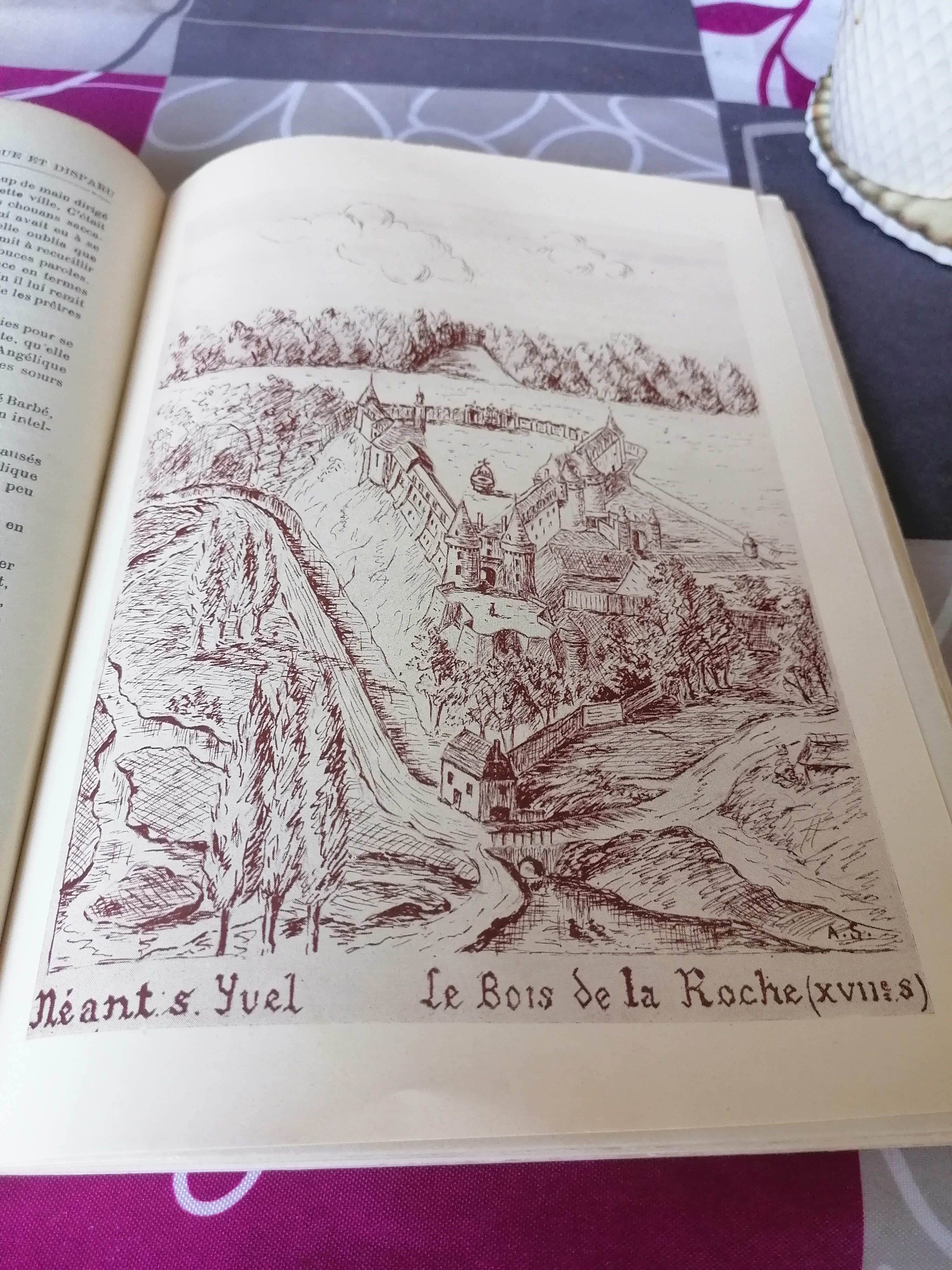
Dessin représentant le château du Bois de la Roche au XVIIe siècle.

Selon A. Marteville et P. Varin, le tombeau d'« Anne-Toussainte de Volvire, appelée communément Mme du Bois-de-la-Roche ou la sainte de Néant, morte en odeur de sainteté le 22 février 1694. Son tombeau est en renommée par un grand nombre de miracles » (inscription placée au pied de son portrait dans la sacristie de l'église de Néant) se trouvait encore en 1853 dans l'église de Néant, et était visité, ainsi que la fontaine qui porte son nom, par de nombreux pèlerins. Une brochure était vendue sur place, contenant le récit de la vie de la sainte et de nombreux cantiques composés en son honneur.
À partir de 1638 une procession fut organisée chaque 15 août, rassemblant une foule nombreuse : elle partait de l'église de Néant et se dirigeait vers la butte de Kernéant où messe et vêpres étaient célèbrées.
Dix chapelles existaient alors à Néant : la chapelle Sainte-Catherine (son emplacement reste inconnu) ; à Lesmée ;  au Bourg du Bois de la Roche ; à Kernéant ; à Kermagaro ; au Tayat ; au Boschat ; au Boisbilly et au Fresnes. Une confrérie du Rosaire existait égzlement.
Jean Chotard, né à Néant, fut vicaire général de l'évêché de Saint-Malo et fut très actif dans la lutte contre les jansénistes.

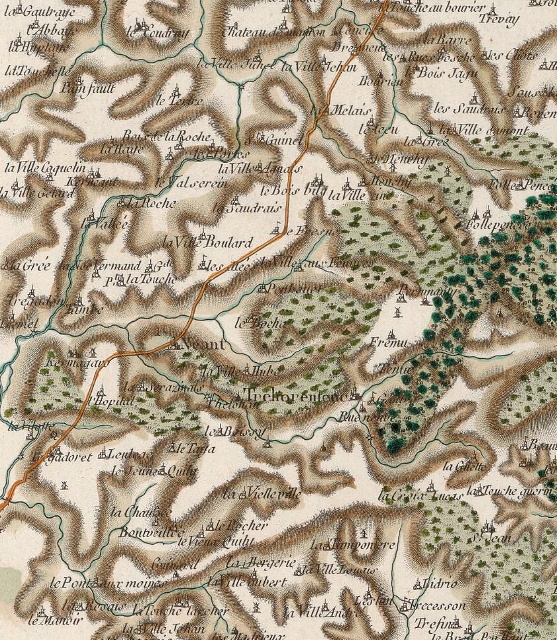
Carte de Cassini des paroisses de Néant et Tréhorenteuc (1785).

Jean-Baptiste Ogée décrit ainsi Néant en 1778 :

« Néant ; sur la route de Ploërmel à Dinan ; à 15 lieues ³/⁴ au sud-ouest de Saint-Malo, son évêché ; à 10 lieues ¹/⁴ de Rennes et à 2 lieues ¹/³ de Ploërmel, sa subdélégation et son ressort. On y compte 1 500 communiants. La cure est à l'alternative? Ce territoire est un pays assez généralement plat et couvert [de bocage], qui se termine à l'est à la forêt de Paimpont, et à l'ouest à la rivière d'Inel [Yvel]. On y voit des terres en labeur, des arbres à fruits, des prairies et des landes. Il se tient un marché, le vendredi de chaque semaine, dans la cour du château du Bois-de-la-Roche, qui est la maison seigneuriale de la paroisse. (...). »

### Révolution française
Le 15 novembre 1789 un détachement de la milice nationale de Ploërmel perquisitionna le château du Bois de la Roche et y trouva « dix-sept obusiers ou autres pièces d'artillerie et un baril de poudre ». Le 1er avril 1793 un arrêté du directoire du département du Morbihan ordonna « la démolition du château du Bois de la Roche, par mesure de sureté publique, et dans la crainte qu'il ne servit de retraite aux ennemis de l'intérieur ». Le château fut  partiellement démoli les mois suivants, des redoutes et des tours furent rasées, le mur d'enceinte démoli, des fossés et caves comblés et, lors d'un combat entre Chouans et Républicains, le feu mis à un corps de bâtiments.
Néant est érigé en commune en 1790 et est rattaché  au district de Ploērmel.
Le comté du Bois de la Roche disparut lors de la Révolution française et le bourg du Bois de la Roche perdit son prestige et son importance, au profit du bourg de Néant qui fut même temporairement le chef-lieu lieu d'un canton groupant Néant, Tréhorenteuc et Concoret et eut pendant longtemps un notaire et un médecin.
Le 11 frimaire an IV (2 décembre 1795) un groupe d'une centaine de chouans, commandé par Pierre Robinault de Saint-Régeant, chef de la division de Saint-Méen, tendit près du Frensne une embuscade à une colonne de soldats républicains, délivrèrent Ambroise Alix, du moulin de la chapelle en Mauron, qu'ils emmenaient prisonnier et tuèrent une quinzaine de grenadiers.
Par l'arrêté du 3 brumaire an X (25 octobre 1801 Néant est rattaché au canton de Mauron et perd sa justice de paix.
En vertu du Concordat de 1801 Néant est rattaché au diocèse de Vannes alors que la paroisse dépendait jusque -là du diocèse de Saint-Malo.

### LeXIXesiècle
Le baron Aimé-Rodolphe-Marie du Taya (1783-1850), auteur de Brocéliande, ses chevaliers et quelques légendes, livre paru en 1839, fut un fervent défenseur d’une localisation de la forêt légendaire de Brocéliande dans l'actuelle Forêt de Paimpont. Il fit construire le manoir du Taya en Néant, puis acheta celui de Rue Neuve à Tréhorenteuc en 1825 et en demeura le propriétaire jusqu’en 1847.
A. Marteville et P. Varin, continuateurs d'Ogée, décrivent ainsi Néant en 1853 :

« Néant : commune formée de l'ancienne paroisse de ce nom ; aujourd'hui succursale. (..) Principaux villages : la Ville-Zinc, Bois-Bily, la Ville aux Feuvres, la Ville-Agnès, la Ville-Boulard, Kereméan, la Grande-Touche, le Bouchat, la Ville-Hubaut, le Bouexis, Lhopital, Kermagaro, També, Tregadou, Quelneuc, Tremel, Penhouet. Moulins à vent de la Grée, des Corvées. (..) Il y a foire à Néant le premier mardi de juin. Géologie : schiste talqueux. On parle le français [en fait le gallo]. »

En 1854 la commune de Néant, ainsi que de nombreuses communes des alentours, est ravagée par une épidémie de dysenterie.

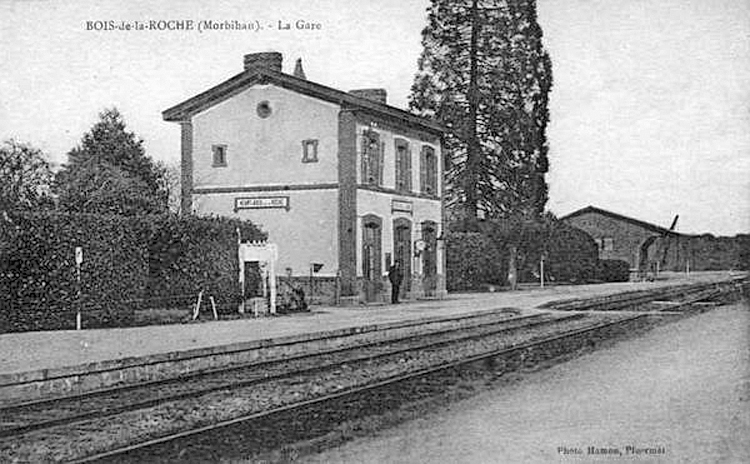
La gare de Néant-Bois de la Roche vers 1910.

Le 6 avril 1884 la ligne ferroviaire (Ligne de Ploërmel à La Brohinière), gérée par la Compagnie des chemins de fer de l'Ouest, est mise en service. Cette ligne ferroviaire, à écartement standard et à voie unique, longue de 41 km, comprenait entre Ploërmel et La Brohinière cinq gares, situées à Loyat, Néant-Bois de la Roche, Mauron, Gaël et Saint-Méen ; la ligne fut gérée par la suite par le réseau Ouest-État, puis par la SNCF, ferma en 1972 pour le trafic voyageurs et totalement en 1998.

### LeXXesiècle

#### La Belle Époque

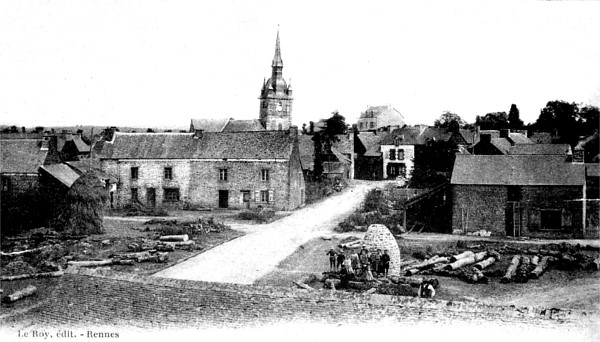
Le bourg de Néant au début du XXe siècle (carte postale).
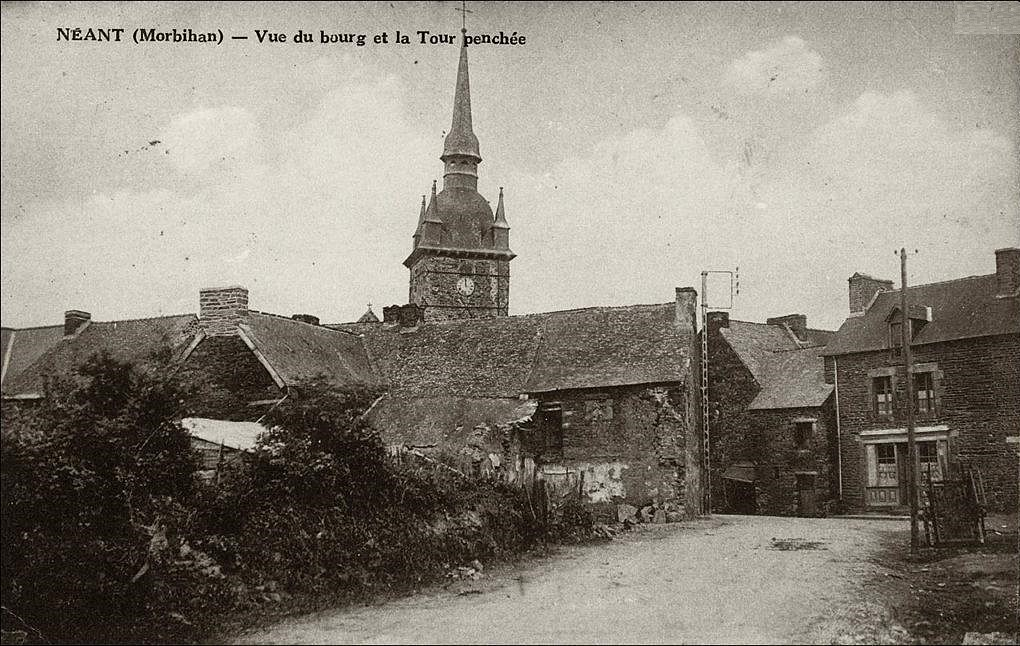
Le bourg de Néant au début du XXe siècle (carte postale).
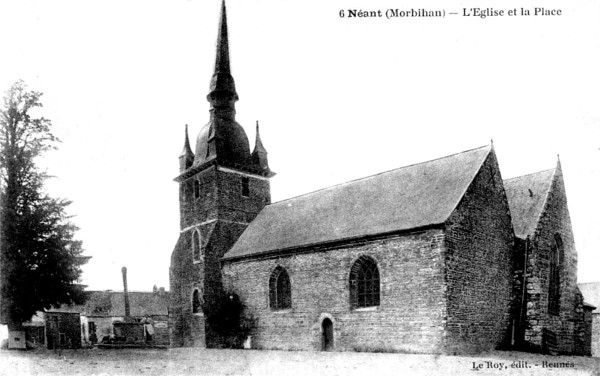
L'église de Néant-sur-Yvel au début du XXe siècle (carte postale).
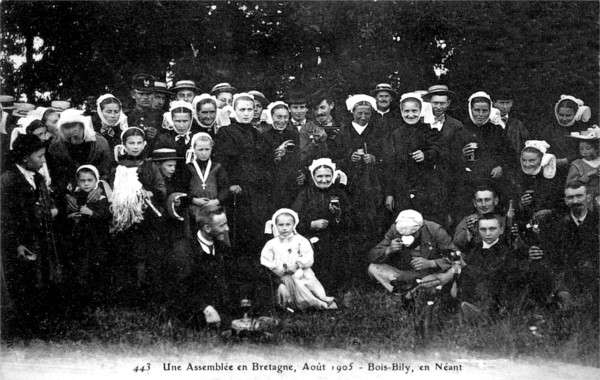
Une "assemblée" (pardon) à Bois-Bily en 1905 (carte postale).

#### La Première Guerre mondiale
Le monument aux morts de Néant-sur-Yvel porte les noms de 65 soldats morts pour la France pendant la Première Guerre mondiale : parmi eux 2 sont morts en Belgique (Désiré Chomaud, tué dès le 22 août 1914 à Rossignol et Jean Mignot en 1915) ; Mathurin Echelatd est mort en captivité en Allemagne le 30 décembre 1914 ; Léon Chomaud est mort en mer le 26 février 1916 lors du naufrage du paquebot Provence II ; Joseph Juhel, sergent au 2e régiment de tirailleurs algériens, a été tué en Algérie en 1917 ; tous les autres sont morts sur le sol français ( parmi eux Jean Durox, Joseph Gougeon, Pierre Méance, Pierre Nouvel, Désiré Piquet, François Rouaud et Isidore Samson ont été décorés à la fois de la Médaille militaire et de la Croix de guerre ; Alfred Besnier et Pierre Trillard ont reçu la Croix de guerre).

#### L'Entre-deux-guerres
En 1926 l'arrondissement de Ploërmel est supprimé et Néant est rattaché à l'arrondissement de Vannes.
Le site archéologique des Buttes aux Tombes fit l’objet de fouilles sauvages durant la décennie 1920 à la suite d'un canular archéologique inventé par 4 commerçants de Mauron qui laissèrent entendre qu'Éon de l'Étoile y aurait enterré son magot, fruit de ses rapines.

#### La Seconde Guerre mondiale
Le monument aux morts de Néant-sur-Yvel porte les noms de 4 personnes mortes pour la France pendant la Seconde Guerre mondiale : François Orain est une victime civile tuée lors d'un bombardement en 1943 à Rennes ; André  Durox, résistant, a été fusillé le 23 mai 1944 par les Allemands au Fort de Penthièvre ; Désiré Piquet, résistant FFI, déporté, est mort probablement dans le convoi du "Train de la mort" du 2 juillet 1944 ; Eugène Lemaître est une victime civile décédée à Lorient le 20 janvier 1946.

#### L'après Seconde Guerre mondiale
Une réserve communale de sécurité civile, "Les casquettes rouges" (qui assemble des bénévoles 
de Campénéac, Concoret, Loyat, Néant-sur-Yvel, Paimpont et Tréhorenteuc) a été créée après les incendies de 1990 pour la protection du massif de Brocéliande par Paul Anselin, alors maire de Campénéac.

### LeXXIesiècle

#### La chute d'une météorite
Le 19 juillet 2011 vers 5 h 20 du matin, une météorite (non retrouvée) termine sa course à Néant-sur-Yvel selon les estimations données du Planétarium de l'Espace des Sciences de Rennes.
Le documentaire Les Enfants de Néant de Michel Brault raconte l'histoire d'un paysan obligé d'abandonner sa terre pour aller travailler à l'usine Citroën près de Rennes en 1968.

#### Les Chevaliers de la Table ronde

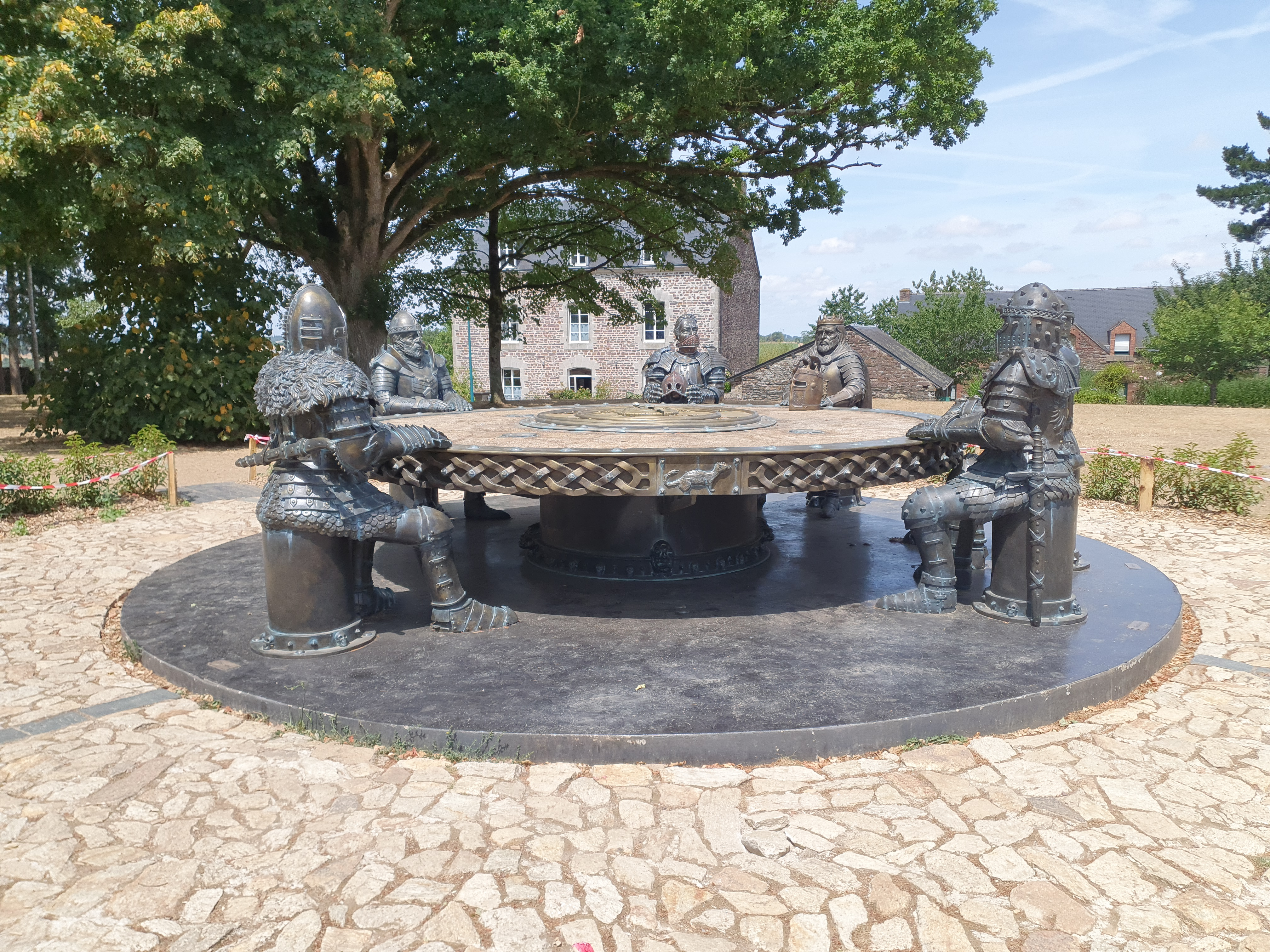
La table ronde des chevaliers à Néant-sur-Yvel

Le 10 septembre 2021 s'est déroulé l'inauguration de la première phase du projet de sculptures réalisée par le sculpteur ploërmelais Michaël Thomazo, sur la butte Saint-Michel, avec le Roi Arthur, en tenue d’apparat assis sur un socle, les mains posées sur la Table Ronde des chevaliers, à Néant-sur-Yvel.

## Blasonnement
|  | Les armoiries de Néant-sur-Yvel se blasonnent ainsi : D’argent au rocher de sable sommé d’une croix latine d’argent et soutenu de deux feuilles de chêne ployées de sinople et passées en sautoir, au chef parti de gueules à sept mâcles d’or, trois, trois et une, et au lambel à quatre pendants d’argent, et d’azur aux lettres capitales M surmontée d’un V imbriquées et sommées d’une épée versée, le tout d’or. Devise « Caritas super eminat ». Conc. J.C. Renaud et Y. Garaud. |

## Politique et administration
| Période                                  | Période    | Identité         | Étiquette | Qualité                                                                  |
| ---------------------------------------- | ---------- | ---------------- | --------- | ------------------------------------------------------------------------ |
|                                          |            |                  |           |                                                                          |
|                                          |            |                  |           |                                                                          |
| avant 1824                               | après 1824 | Pierre Coudé     |           |                                                                          |
|                                          |            |                  |           |                                                                          |
|                                          |            |                  |           |                                                                          |
|                                          |            |                  |           |                                                                          |
|                                          |            |                  |           |                                                                          |
|                                          |            | Noël de Montcuit |           | Habitait le château du Fresne.                                           |
|                                          |            |                  |           |                                                                          |
| 1965                                     | 1971       | Michel Jumel     |           | Hôtelier-restaurateur.                                                   |
| 1971                                     | 1995       | Francis Morice   |           | Maire pendant 24 ans.                                                    |
|                                          |            |                  |           |                                                                          |
| mars 2001 Réélu en 2008, 2014 et 2020    | En cours   | Philippe Louapre |           | Hôtelier-restaurateur. Gendre de Michel Jumel, maire entre 1965 et 1971. |
| Les données manquantes sont à compléter. |            |                  |           |                                                                          |

## Démographie
L'évolution du nombre d'habitants est connue à travers les recensements de la population effectués dans la commune depuis 1793. Pour les communes de moins de 10 000 habitants, une enquête de recensement portant sur toute la population est réalisée tous les cinq ans, les populations de référence des années intermédiaires étant quant à elles estimées par interpolation ou extrapolation. Pour la commune, le premier recensement exhaustif entrant dans le cadre du nouveau dispositif a été réalisé en 2007.

En 2022, la commune comptait 1 070 habitants, en évolution de +1,13 % par rapport à 2016 (Morbihan : +3,82 %, France hors Mayotte : +2,11 %).
| 1793  | 1800  | 1806  | 1821  | 1831  | 1836  | 1841  | 1846  | 1851  |
| ----- | ----- | ----- | ----- | ----- | ----- | ----- | ----- | ----- |
| 1 480 | 1 553 | 1 383 | 1 462 | 1 692 | 1 664 | 1 647 | 1 676 | 1 715 |

| 1856  | 1861  | 1866  | 1872  | 1876  | 1881  | 1886  | 1891  | 1896  |
| ----- | ----- | ----- | ----- | ----- | ----- | ----- | ----- | ----- |
| 1 650 | 1 696 | 1 644 | 1 616 | 1 614 | 1 845 | 1 630 | 1 615 | 1 624 |

| 1901  | 1906  | 1911  | 1921  | 1926  | 1931  | 1936  | 1946  | 1954  |
| ----- | ----- | ----- | ----- | ----- | ----- | ----- | ----- | ----- |
| 1 545 | 1 566 | 1 544 | 1 356 | 1 363 | 1 358 | 1 255 | 1 140 | 1 082 |

| 1962  | 1968 | 1975 | 1982 | 1990 | 1999 | 2006 | 2007 | 2012 |
| ----- | ---- | ---- | ---- | ---- | ---- | ---- | ---- | ---- |
| 1 076 | 939  | 870  | 835  | 882  | 851  | 950  | 964  | 994  |

| 2017  | 2022  | - | - | - | - | - | - | - |
| ----- | ----- | - | - | - | - | - | - | - |
| 1 087 | 1 070 | - | - | - | - | - | - | - |

## Lieux et monuments
- Le château du Bois de la Roche[76].

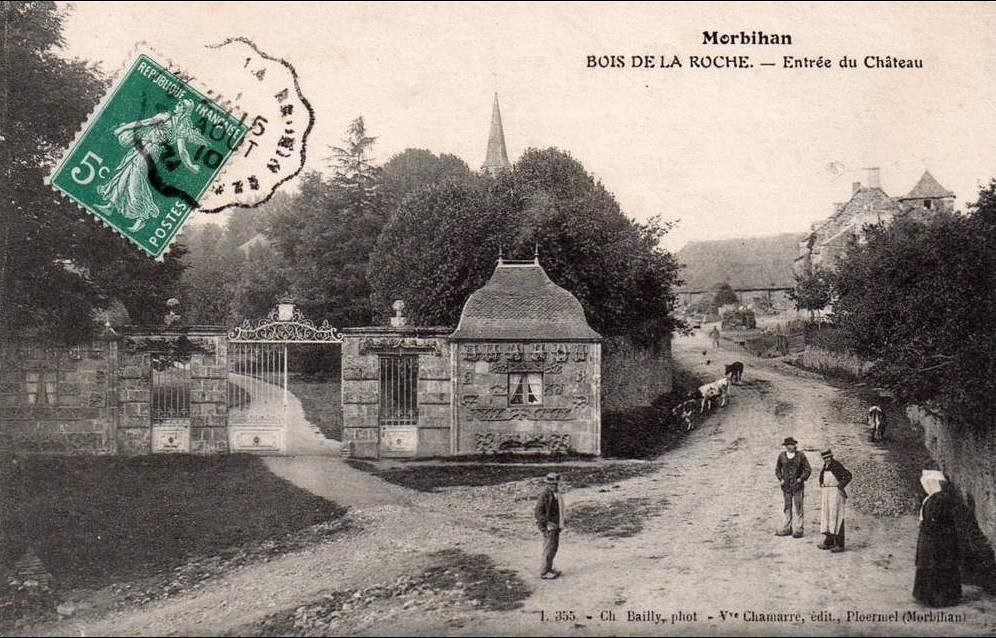
Néant-sur-Yvel ː l'entrée du château du Bois-de-la-Roche vers 1910 (carte postale).
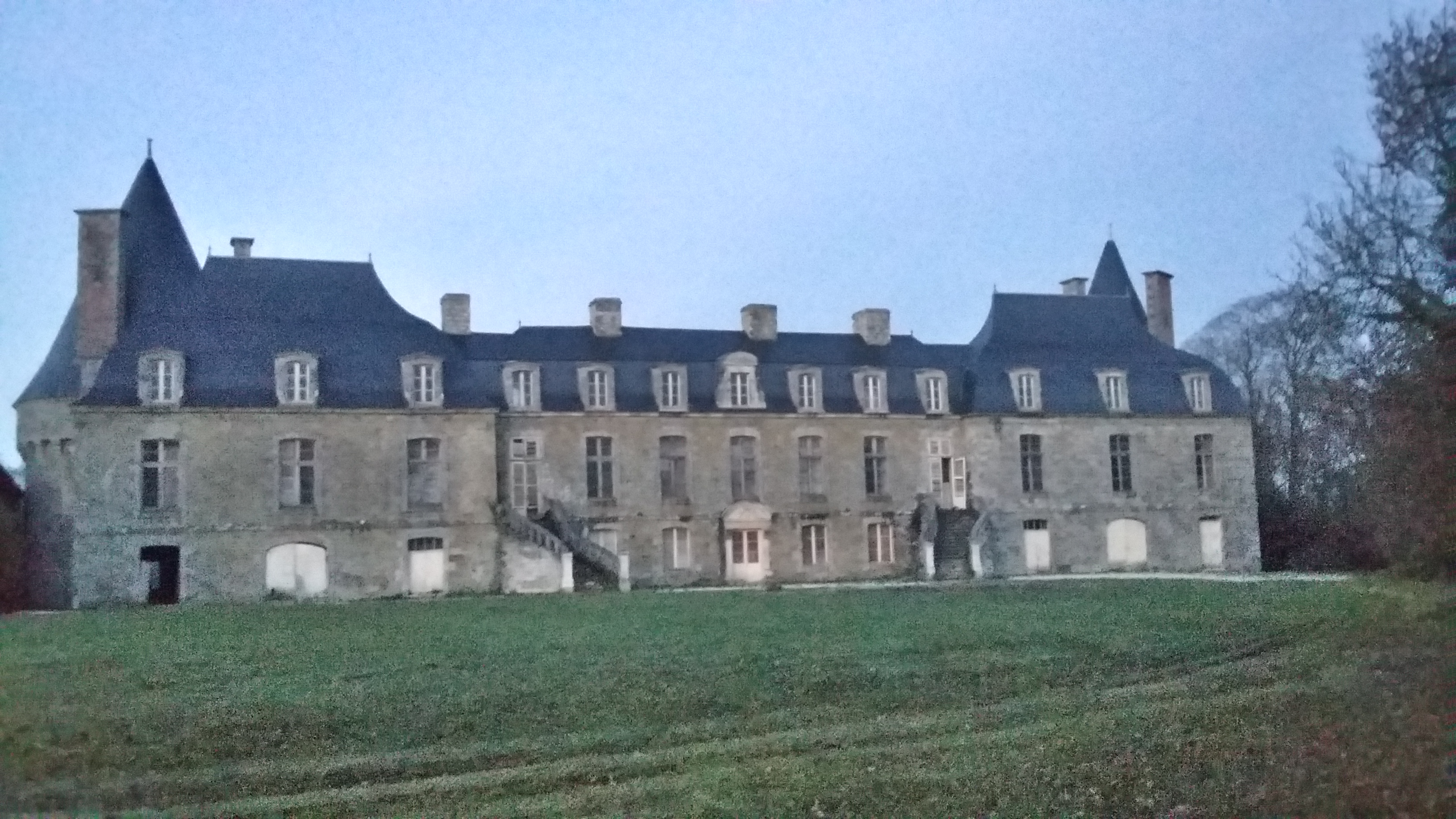
Château du Bois de la Roche : vue extérieure d'ensemble.
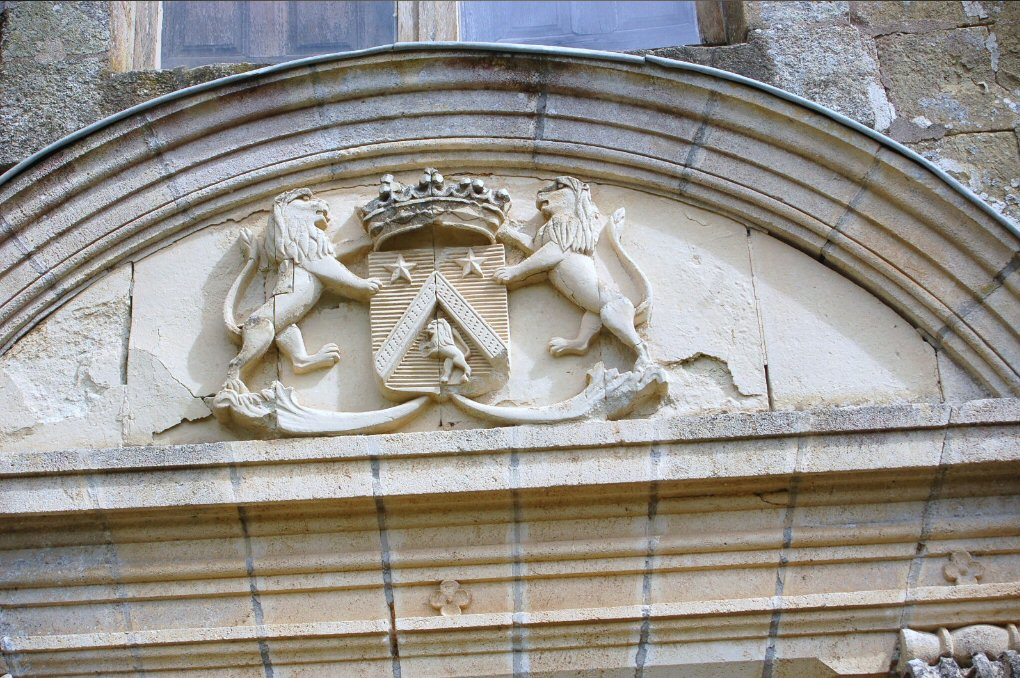
Château du Bois de la Roche : armoiries.

- L'église Saint-Pierre, la croix qui la jouxte et la croix de cimetière.

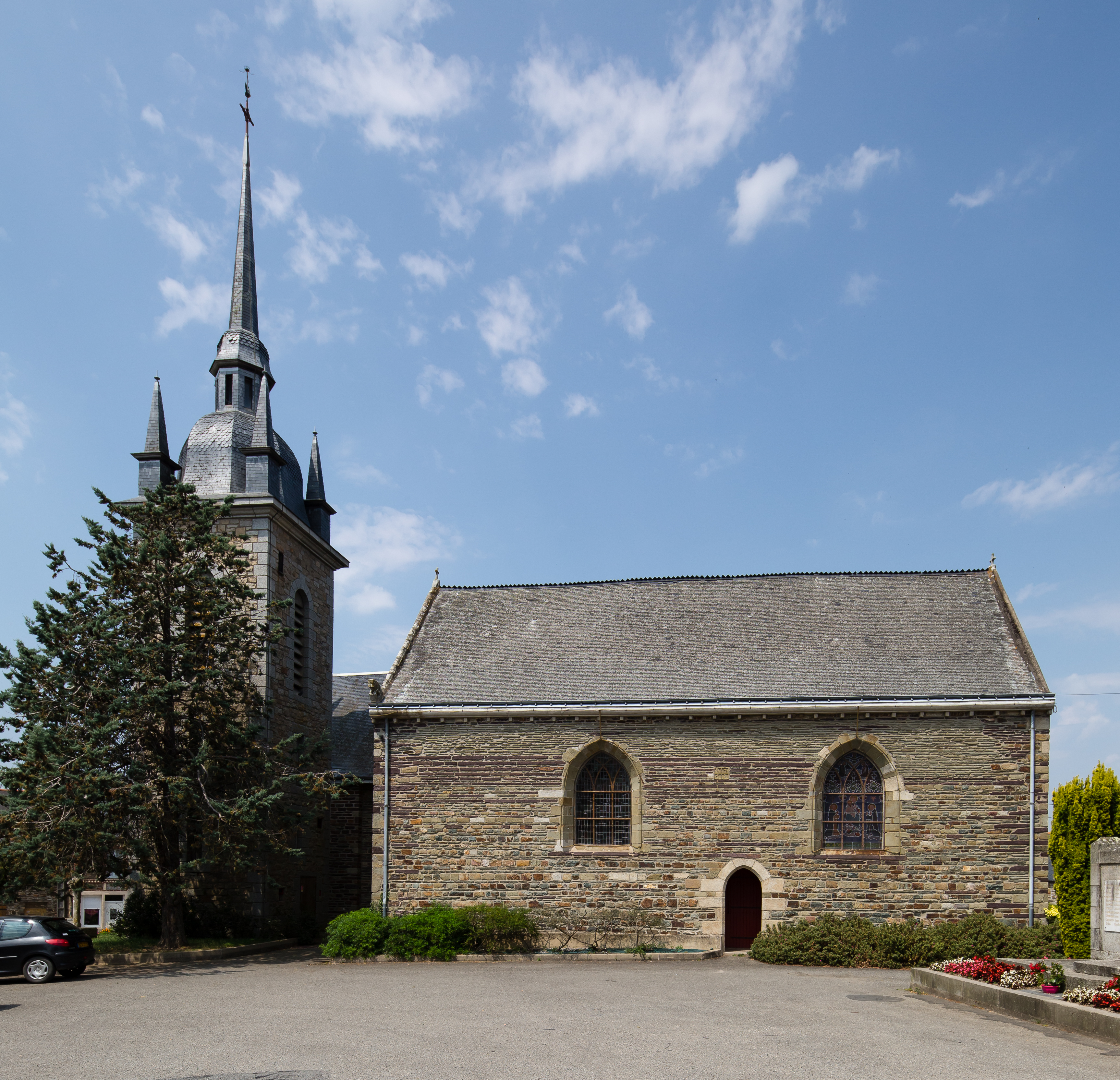
Le côté sud de l’église Saint-Pierre.
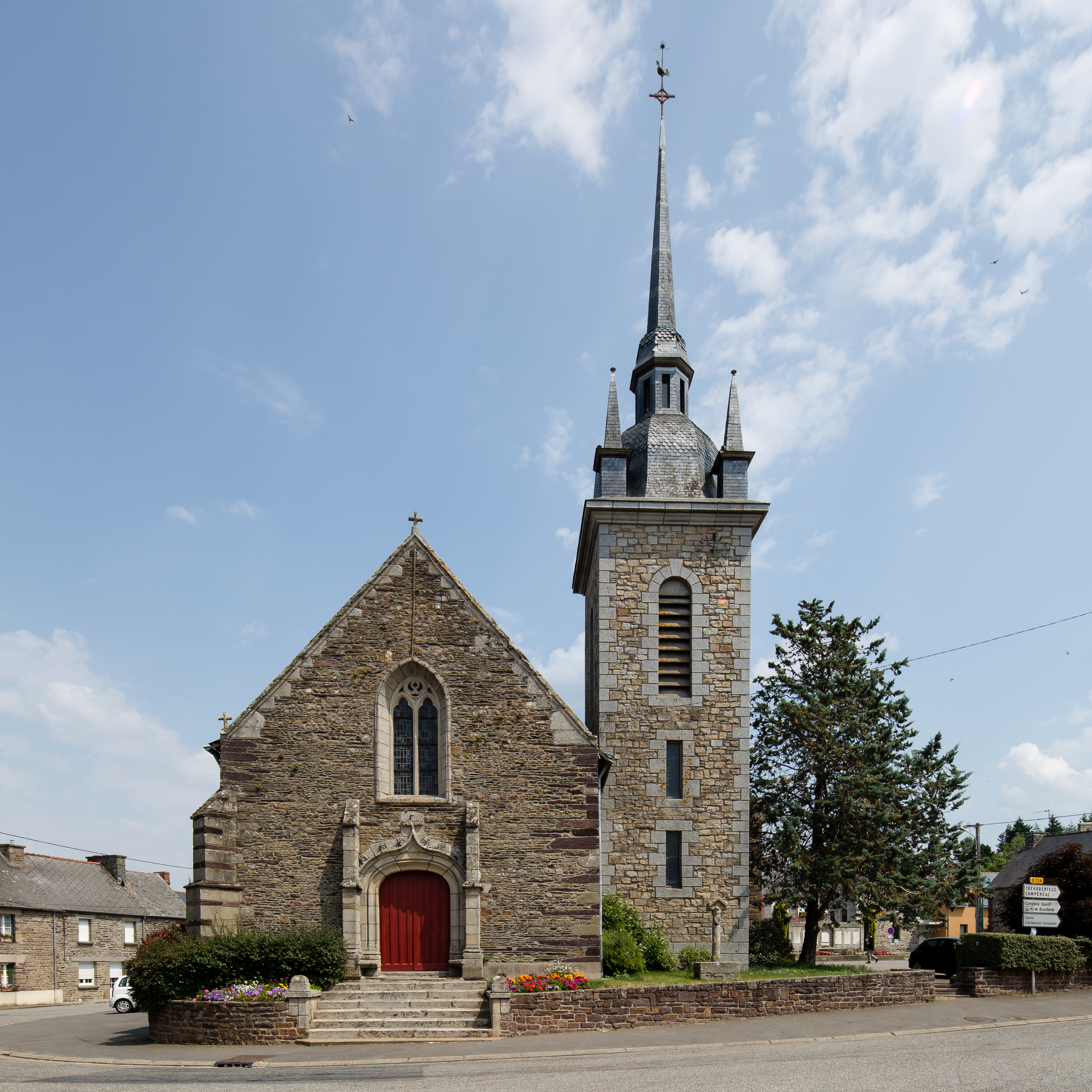
La façade de l'église et la croix.
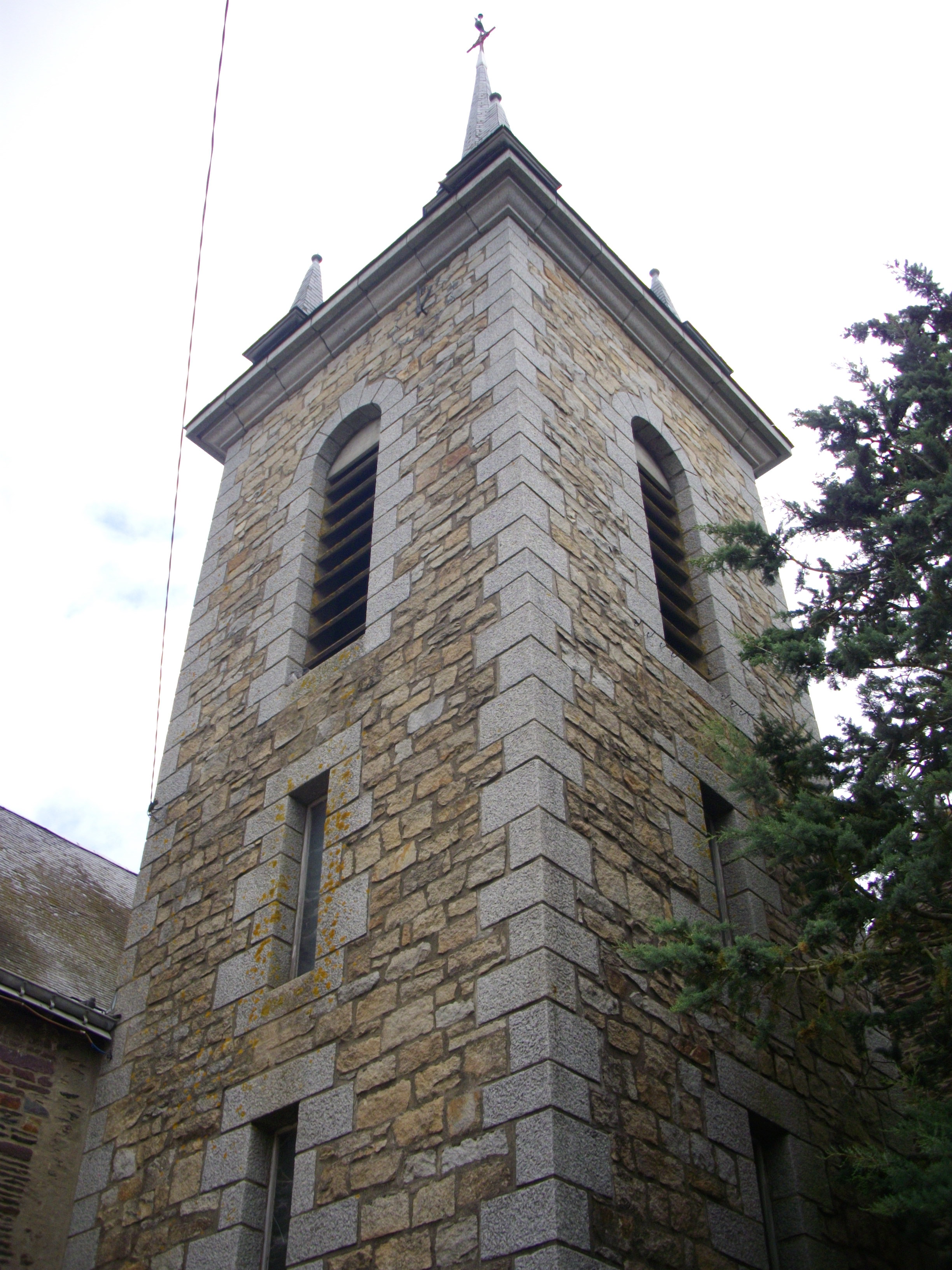
La tour de l'église

- Le jardin aux Moines : tumulus mégalithique.

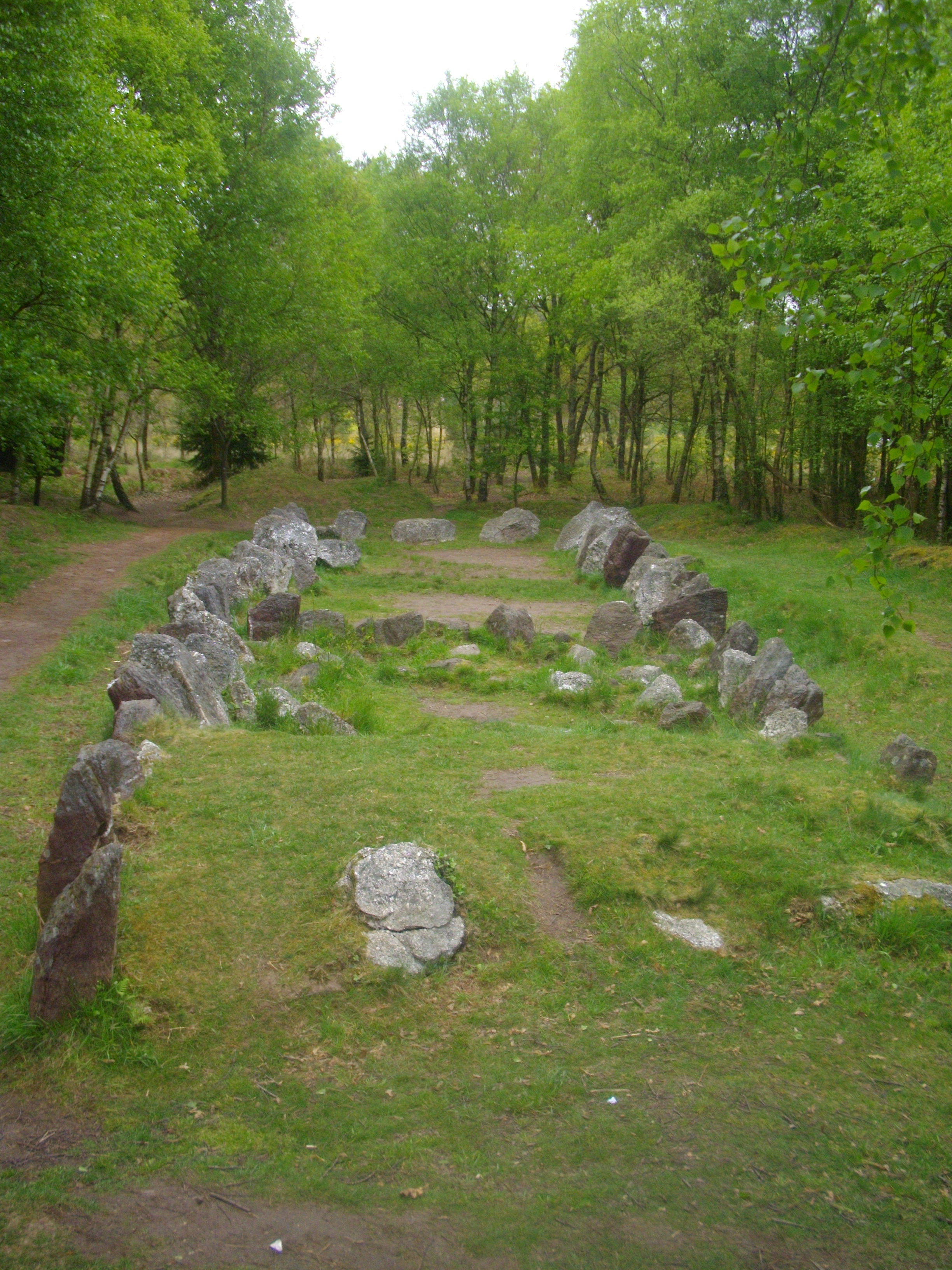
Le jardin aux Moines.

- Le château du Fresne : cité dès le XVe siècle, mais le château actuel date de la première moitié du XIXe siècle[77].

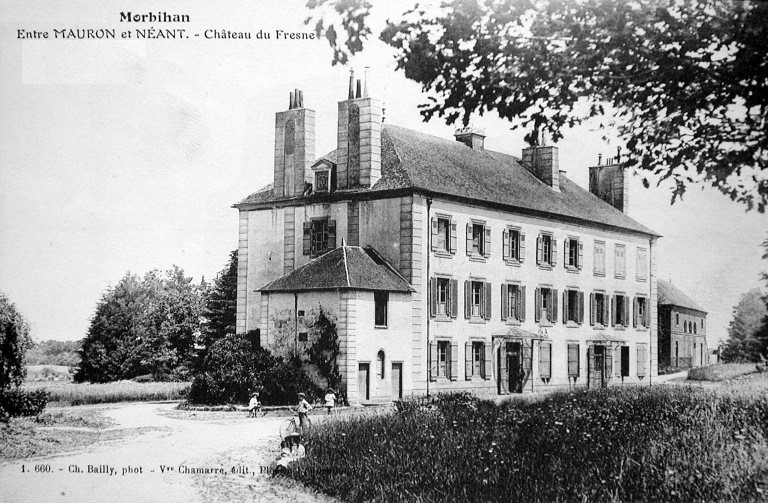
Le château du Fresne au début du XXe siècle.

- Le manoir de Taya : construit par le baron Aimé Rodolphe du Taya[Note 4], archéologue, agronome et conseiller à la Cour d'appel de Rennes, il fut la propriété du frère de Saint-Exupéry jusqu'en 1950 ;
- Le Bois du Tombeau : ces incontournables landes où est érigé le tombeau de Alphonse Guérin : inventeur du pansement ouaté,
- La Ville Zine : Village typique composé de maisons bretonnes bâties en pierre rouge du pays.
- Le Bois Bily : Village où se situe une petite chapelle, conservée grâce aux habitants du village. Celle-ci a été remise en état dans les années 1990.
- L'ancienne église Sainte-Anne du Bois de la Roche.
- La fontaine d'Anne-Toussainte-de-Volvire (1653-1694) : alors que son convoi mortuaire, traîné par des bœufs, menait le corps de cette pieuse jeune femme, qui avait renoncé à se marier pour se consacrer à Dieu, à l'église paroissiale, une source jaillit à l'endroit où le convoi funèbre s'était arrêté ; l'eau de la fontaine qui a été aménagée à cet endroit est réputée combattre toutes les maladies et est encore fréquentée par des pèlerins[78].
- Des croix monumentales.

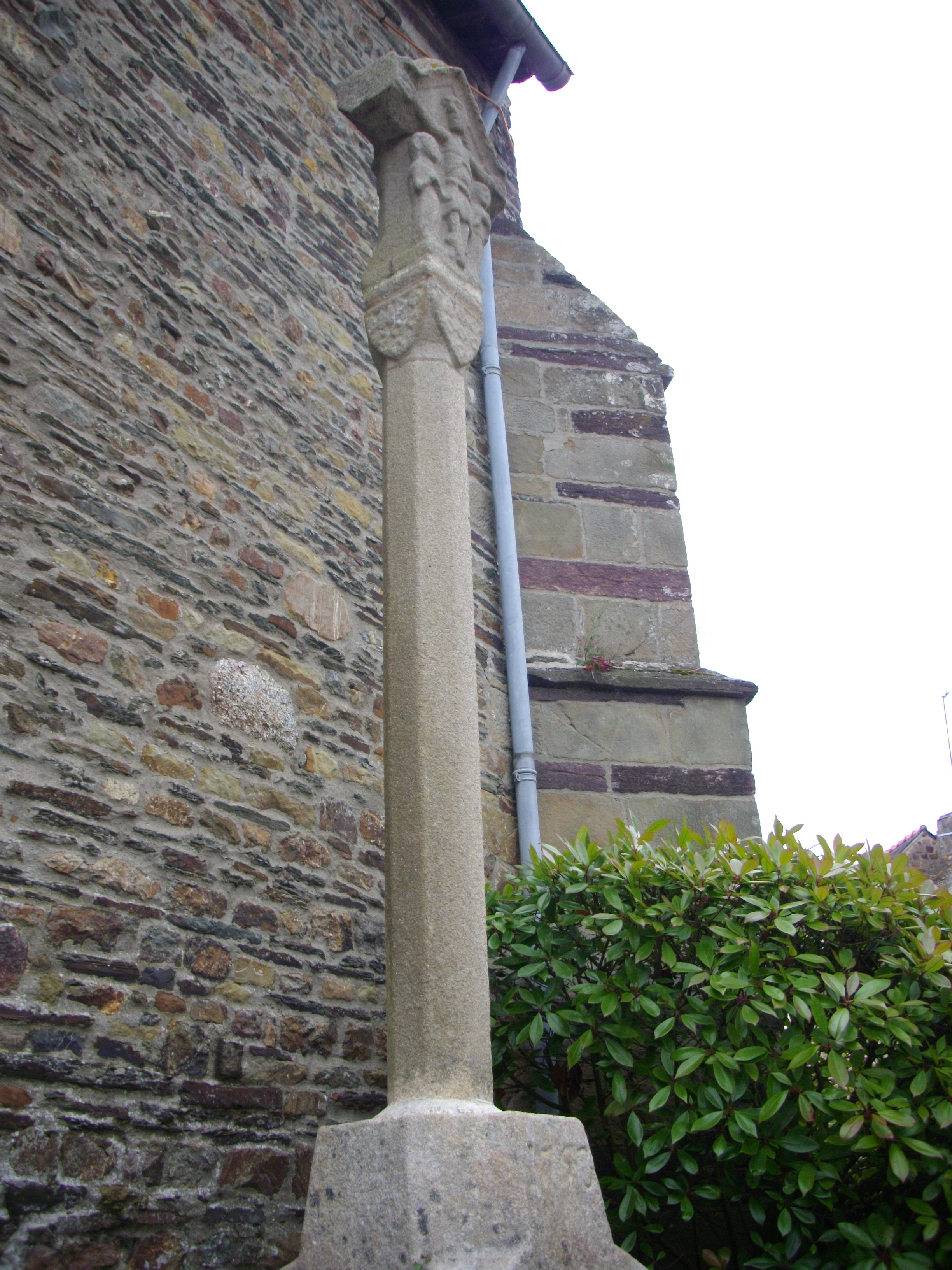
Croix à proximité de l'église 1.
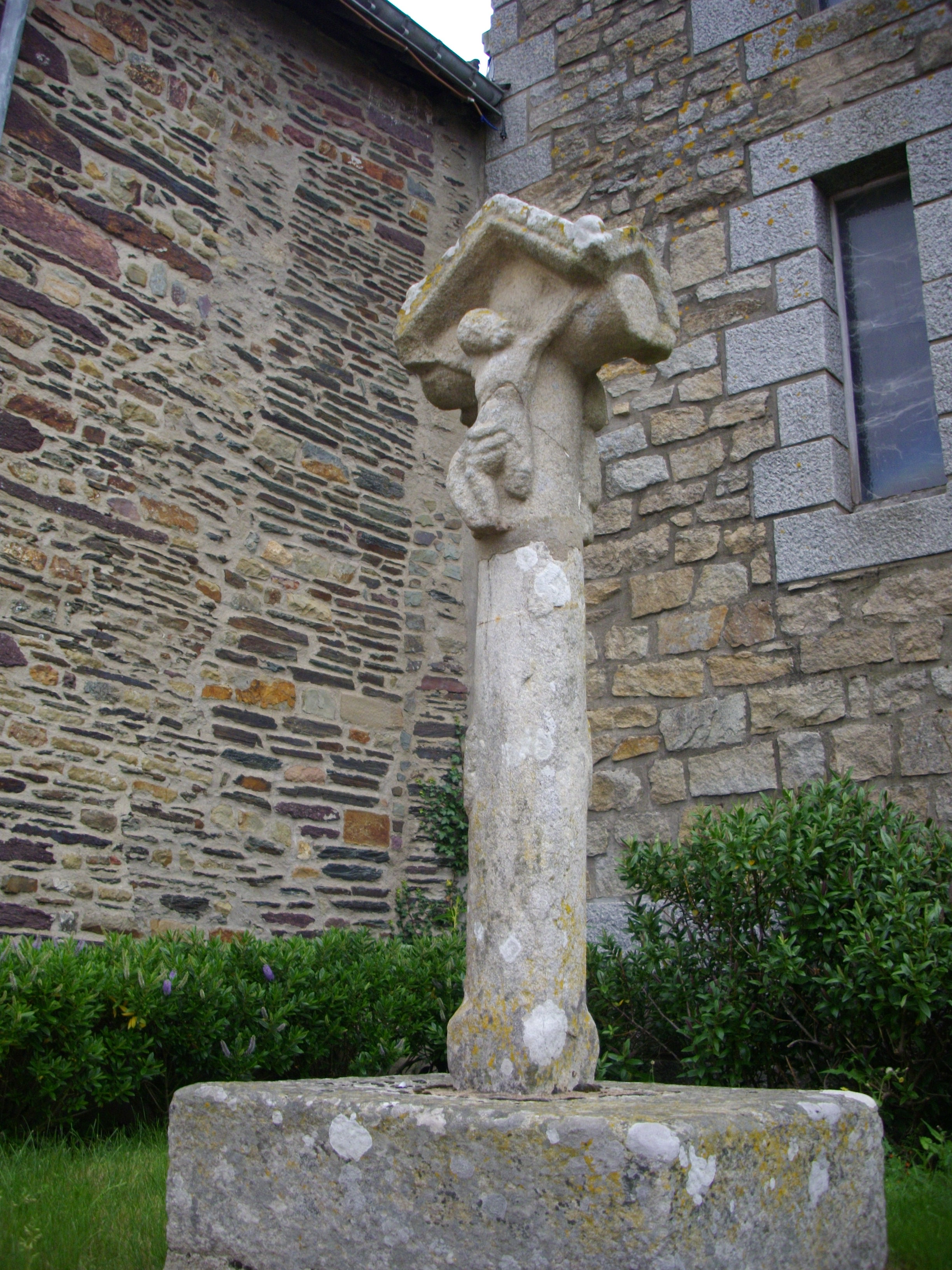
Croix à proximité de l'église 2.

## Personnalités liées à la commune
- Philippe de Montauban (Néant-sur-Yvel, 1445 – Ploërmel, 1514) chancelier de Bretagne du 23 septembre 1487 à sa mort, est natif de la commune ;
- Madeleine Morice (1736-1769), mystique qui aurait vu de nombreuses apparitions de la Vierge et porteuse des stigmates de la Passion[42] ;
- Alphonse Guérin, médecin, chirurgien et professeur des hôpitaux de Paris, né à Ploërmel en 1816 (sa mère était originaire du Bois de la Roche) et décédé en 1895, fut le second époux d'Anaïs de Pommereul (elle avait épousé en premières noces Hippolyte de Moncuit de Boiscuillé, décédé en 1842) qui habitait le château du Fresne. Alphonse Guérin, aussi bienfaiteur de la commune de Néant, fit ériger en  1890 un mausolée en granit à la mémoire de son épouse décédé, dans lequel il fut lui-même inhumé en 1895 et connu sous le nom de "Tombeau du docteur Guérin" au sommet du lieu-dit "Lande du cerisier"[79].
- Eugénie Besnier (en religion sœur Emmanuel de la Croix), née à Néant le 1er mars 1879, fut supérieure générale des Filles du Saint-Esprit ; elle est décédée en 1938.
- Le compositeur et poète Jacques Rebotier prétend y être né en 1950.

## Curiosités
Dans la forêt de Paimpont, on peut trouver un panneau routier indiquant simplement Néant.